# Norrfjärdens socken
Norrfjärdens socken ligger i Norrbotten, uppgick 1967 i Piteå stad och området ingår sedan 1971 i Piteå kommun och motsvarar från 2016 Norrfjärdens distrikt.
Socknens areal var den 1 januari 1961 510,77 kvadratkilometer, varav 490,04km² land. År 2000 fanns här 5 746 invånare.  Tätorterna Rosvik och Sjulsmark samt tätorten och kyrkbyn Norrfjärden med sockenkyrkan Norrfjärdens kyrka ligger i socknen. 

## Administrativ historik
Norrfjärdens församling bildades 1915 genom en utbrytning ur Piteå landsförsamling. Norrfjärdens landskommun bildades 1916 genom en utbrytning ur Piteå landskommun. Landskommunen uppgick 1967 i Piteå stad som 1971 ombildades till Piteå kommun.
1 januari 2016 inrättades distriktet Norrfjärden, med samma omfattning som församlingen hade 1999/2000.
Socknen har tillhört fögderier, tingslag och domsagor enligt vad som beskrivs i artikeln Norrbotten.

## Geografi
Norrfjärdens socken ligger vid kusten närmast norr om Piteå kring Alterälven och Rosån med en skärgård där Trundön återfinns. Socknen är en småkuperad skogsbygd med dalgångsbygder vid åar och fjärdar.

## Fornlämningar
Cirka 30 boplatser och gravrösen från stenåldern är funna. Cirka 75 fångstgropar har påträffats, dessutom två labyrinter.

## Namnet
Namnet konstruerades vid bildandet 1915 där Norr-i-fjärden avser byarna vid norra stränderna av fjärdarna norr om Piteå.

## Befolkningsutveckling
| Befolkningsutvecklingen i Norrfjärdens socken 1920–1990       | Befolkningsutvecklingen i Norrfjärdens socken 1920–1990 | Befolkningsutvecklingen i Norrfjärdens socken 1920–1990 | Befolkningsutvecklingen i Norrfjärdens socken 1920–1990 | Befolkningsutvecklingen i Norrfjärdens socken 1920–1990 |
| ------------------------------------------------------------- | ------------------------------------------------------- | ------------------------------------------------------- | ------------------------------------------------------- | ------------------------------------------------------- |
|                                                               |                                                         |                                                         |                                                         |                                                         |
| År                                                            |                                                         |                                                         | Folkmängd                                               |                                                         |
| 1920                                                          | 1920                                                    |                                                         | 4 834                                                   |                                                         |
| 1930                                                          | 1930                                                    |                                                         | 4 887                                                   |                                                         |
| 1940                                                          | 1940                                                    |                                                         | 4 858                                                   |                                                         |
| 1950                                                          | 1950                                                    |                                                         | 4 666                                                   |                                                         |
| 1960                                                          | 1960                                                    |                                                         | 4 126                                                   |                                                         |
| 1970                                                          | 1970                                                    |                                                         | 3 637                                                   |                                                         |
| 1980                                                          | 1980                                                    |                                                         | 5 993                                                   |                                                         |
| 1990                                                          | 1990                                                    |                                                         | 6 107                                                   |                                                         |
| Anm: Källor: Demografiska databasen, CEDAR, Umeå universitet. |                                                         |                                                         |                                                         |                                                         |